# Crosley (lớp tàu vận chuyển cao tốc)
Lớp Crosley là một lớp tàu vận chuyển cao tốc được chế tạo cho Hải quân Hoa Kỳ trong giai đoạn Chiến tranh Thế giới thứ hai. Tất cả được chế tạo từ năm 1944 đến năm 1945, đều được cải biến đang khi chế tạo từ lớp tàu hộ tống khu trục Rudderow, ngoại trừ chiếc USS Bray (APD-139) được cải biến một năm sau khi hoàn tất.
Sau khi Thế Chiến II kết thúc, một số chiếc đã được giữ lại phục vụ lâu đến mức đã tiếp tục tham gia trong các cuộc Chiến tranh Triều Tiên và Chiến tranh Việt Nam. Nhiều chiếc đã được chuyển giao cho Mexico, Nam Triều Tiên, Đài Loan và Colombia.
Tính đến  tháng 5 năm 2022, chỉ có chiếc ARC Cordoba (DT-15) của Hải quân Colombia, nguyên là USS Ruchamkin (APD-89), được giữ lại như một tàu bảo tàng tại Tocancipa, Colombia.

## Những chiếc trong lớp
| Tên (số hiệu lườn)            | Số hiệu lườn gốc | Xưởng đóng tàu                                          | Đặt lườn          | Hạ thủy           | Nhập biên chế     | Xuất biên chế     | Số phận |
| ----------------------------- | ---------------- | ------------------------------------------------------- | ----------------- | ----------------- | ----------------- | ----------------- | --- |
| Crosley (APD-87)              | DE-226           | Xưởng hải quân Philadelphia, Philadelphia, Pennsylvania | —                 | 12 tháng 2, 1944  | 22 tháng 10, 1944 | 15 tháng 11, 1946 | Xóa đăng bạ, 1 tháng 6, 1960; chuyển cho Ecuador để dùng làm trạm phát điện di động nổi; số phận không rõ                                                                              |
| Cread (APD-88)                | DE-227           | Xưởng hải quân Philadelphia, Philadelphia, Pennsylvania | 16 tháng 10, 1943 | 12 tháng 2, 1944  | 29 tháng 7, 1945  | 15 tháng 3, 1946  | Xóa đăng bạ, 1 tháng 6, 1960; bán để tháo dỡ, 16 tháng 3, 1961 |
| Ruchamkin (APD-89)            | DE-228           | Xưởng hải quân Philadelphia, Philadelphia, Pennsylvania | 14 tháng 2, 1944  | 15 tháng 6, 1944  | 16 tháng 9, 1945  | 27 tháng 2, 1946  | Xếp lại lớp LPR-89, 1 tháng 1, 1969; bán cho Colombia như là chiếc ARC Cordoba (DT-15); tháo dỡ, 1980                                                                                  |
| Ruchamkin (APD-89)            | DE-228           | Xưởng hải quân Philadelphia, Philadelphia, Pennsylvania | 14 tháng 2, 1944  | 15 tháng 6, 1944  | 9 tháng 3, 1951   | 13 tháng 8, 1957  | Xếp lại lớp LPR-89, 1 tháng 1, 1969; bán cho Colombia như là chiếc ARC Cordoba (DT-15); tháo dỡ, 1980                                                                                  |
| Ruchamkin (APD-89)            | DE-228           | Xưởng hải quân Philadelphia, Philadelphia, Pennsylvania | 14 tháng 2, 1944  | 15 tháng 6, 1944  | 18 tháng 11, 1961 | 24 tháng 11 1969  | Xếp lại lớp LPR-89, 1 tháng 1, 1969; bán cho Colombia như là chiếc ARC Cordoba (DT-15); tháo dỡ, 1980                                                                                  |
| Kirwin (APD-90)               | DE-229           | Xưởng hải quân Philadelphia, Philadelphia, Pennsylvania | 14 tháng 2, 1944  | 15 tháng 6, 1944  | 4 tháng 11, 1945  | 6 tháng 4, 1946   | Xếp lại lớp LPR-90, 1 tháng 1, 1969; xóa đăng bạ, 15 tháng 9, 1974; bán để tháo dỡ, 11 tháng 8, 1975                                                                                   |
| Kirwin (APD-90)               | DE-229           | Xưởng hải quân Philadelphia, Philadelphia, Pennsylvania | 14 tháng 2, 1944  | 15 tháng 6, 1944  | 15 tháng 1, 1965  | 16 tháng 12, 1968 | Xếp lại lớp LPR-90, 1 tháng 1, 1969; xóa đăng bạ, 15 tháng 9, 1974; bán để tháo dỡ, 11 tháng 8, 1975                                                                                   |
| Kinzer (APD-91)               | DE-232           | Xưởng hải quân Charleston, Charleston, South Carolina   | 9 tháng 9, 1943   | 9 tháng 12, 1943  | 1 tháng 11, 1944  | 18 tháng 12, 1946 | Xóa đăng bạ, 21 tháng 4, 1965; chuyển cho Đài Loan như là chiếc ROCS Yu Shan (PF-44); xuất biên chế, 1 tháng 7, 1996                                                                   |
| Register (APD-92)             | DE-233           | Xưởng hải quân Charleston, Charleston, South Carolina   | 27 tháng 10, 1943 | 21 tháng 1, 1944  | 11 tháng 1, 1945  | 31 tháng 3, 1946  | Xóa đăng bạ, 1 tháng 9, 1966; chuyển cho Đài Loan như là chiếc ROCS Tai Shan (PF-38); đánh chìm như dãi san hô, 1 tháng 10, 1996                                                       |
| Brock (APD-93)                | DE-234           | Xưởng hải quân Charleston, Charleston, South Carolina   | 27 tháng 10, 1943 | 20 tháng 1, 1944  | 9 tháng 2, 1945   | 5 tháng 5, 1947   | Xóa đăng bạ, 1 tháng 6, 1960; chuyển cho Colombia để dùng làm trạm phát điện di động nổi, số phận không rõ                                                                             |
| John Q. Roberts (APD-94)      | DE-235           | Xưởng hải quân Charleston, Charleston, South Carolina   | 15 tháng 11, 1943 | 11 tháng 2, 1944  | 8 tháng 3, 1945   | 30 tháng 5, 1946  | Xóa đăng bạ, 1 tháng 6, 1960; Bán để tháo dỡ, 16 tháng 12, 1961 |
| William M. Hobby (APD-95)     | DE-236           | Xưởng hải quân Charleston, Charleston, South Carolina   | 15 tháng 11, 1943 | 2 tháng 2, 1944   | 4 tháng 4, 1945   | 6 tháng 4, 1946   | Xóa đăng bạ, 1 tháng 5, 1967; chuyển cho Hàn Quốc như là chiếc ROKS Che Ju (PF-87); tháo dỡ, 1989                                                                                      |
| Ray K. Edwards (APD-96)       | DE-237           | Xưởng hải quân Charleston, Charleston, South Carolina   | 1 tháng 12, 1943  | 19 tháng 2, 1944  | 11 tháng 6, 1945  | 30 tháng 8, 1946  | Xóa đăng bạ, 1 tháng 6, 1960; bán để tháo dỡ, 15 tháng 6, 1961 |
| Arthur L. Bristol (APD-97)    | DE-281           | Xưởng hải quân Charleston, Charleston, South Carolina   | 1 tháng 12, 1943  | 19 tháng 2, 1944  | 25 tháng 6, 1945  | 29 tháng 4, 1946  | Xóa đăng bạ, 1 tháng 6, 1964; bán để tháo dỡ, 1965 |
| Truxtun (APD-98)              | DE-282           | Xưởng hải quân Charleston, Charleston, South Carolina   | 13 tháng 12, 1943 | 9 tháng 3, 1944   | 9 tháng 7, 1945   | 29 tháng 3, 1946  | Xóa đăng bạ, 15 tháng 1, 1966; chuyển cho Đài Loan như là chiếc ROCS Fu Shan (PF-35); xóa tên 1996 và bán để tháo dỡ,                                                                  |
| Upham (APD-99)                | DE-283           | Xưởng hải quân Charleston, Charleston, South Carolina   | 13 tháng 12, 1943 | 9 tháng 3, 1944   | 23 tháng 7, 1945  | 25 tháng 4, 1946  | Xóa đăng bạ, 1 tháng 6, 1960; chuyển cho Colombia để dùng làm trạm phát điện di động nổi, số phận không rõ                                                                             |
| Ringness (APD-100)            | DE-590           | Xưởng tàu Bethlehem-Hingham, Hingham, Massachusetts     | 23 tháng 12, 1943 | 5 tháng 2, 1944   | 25 tháng 10, 1944 | 5 tháng 6, 1946   | Xếp lại lớp LPR-100, 1 tháng 7, 1969; xóa đăng bạ, 15 tháng 9, 1974; bán để tháo dỡ, 1 tháng 7, 1975                                                                                   |
| Knudson (APD-101)             | DE-591           | Xưởng tàu Bethlehem-Hingham, Hingham, Massachusetts     | 23 tháng 12, 1943 | 5 tháng 2, 1944   | 25 tháng 11, 1944 | 4 tháng 11, 1946  | Xếp lại lớp LPR-101, 1 tháng 7, 1969; xóa đăng bạ, 15 tháng 7, 1972; bán để tháo dỡ, 10 tháng 1, 1975                                                                                  |
| Knudson (APD-101)             | DE-591           | Xưởng tàu Bethlehem-Hingham, Hingham, Massachusetts     | 23 tháng 12, 1943 | 5 tháng 2, 1944   | 6 tháng 8, 1953   | 2 tháng 1, 1958   | Xếp lại lớp LPR-101, 1 tháng 7, 1969; xóa đăng bạ, 15 tháng 7, 1972; bán để tháo dỡ, 10 tháng 1, 1975                                                                                  |
| Rednour (APD-102)             | DE-592           | Xưởng tàu Bethlehem-Hingham, Hingham, Massachusetts     | 30 tháng 12, 1943 | 12 tháng 2, 1944  | 30 tháng 12, 1944 | 24 tháng 7, 1946  | Xóa đăng bạ, 1 tháng 3, 1967; chuyển cho Mexico như là chiếc ARM Chihuahua (B-06), tháng 12, 1969; ngừng hoạt động, 16 tháng 7, 2001                                                   |
| Tollberg (APD-103)            | DE-593           | Xưởng tàu Bethlehem-Hingham, Hingham, Massachusetts     | 30 tháng 12, 1943 | 12 tháng 2, 1944  | 31 tháng 1, 1945  | 20 tháng 12, 1946 | Xóa đăng bạ, tháng 11, 1964; chuyển cho Colombia như là chiếc ARC Almirante Padilla (APD-101), 14 tháng 8, 1965; tháo dỡ, 1973                                                         |
| William J. Pattison (APD-104) | DE-594           | Xưởng tàu Bethlehem-Hingham, Hingham, Massachusetts     | 4 tháng 1, 1944   | 15 tháng 2, 1944  | 27 tháng 2, 1945  | 18 tháng 6, 1946  | Xóa đăng bạ, 1 tháng 6, 1960; bán để tháo dỡ, 18 tháng 1, 1962 |
| Myers (APD-105)               | DE-595           | Xưởng tàu Bethlehem-Hingham, Hingham, Massachusetts     | 15 tháng 1, 1944  | 15 tháng 2, 1944  | 26 tháng 3, 1945  | 18 tháng 1, 1947  | Xóa đăng bạ, 1 tháng 6, 1960; chuyển cho Colombia để dùng làm trạm phát điện di động nổi, số phận không rõ                                                                             |
| Walter B. Cobb (APD-106)      | DE-596           | Xưởng tàu Bethlehem-Hingham, Hingham, Massachusetts     | 15 tháng 1, 1944  | 23 tháng 2, 1944  | 25 tháng 4, 1945  | 29 tháng 3, 1946  | Xóa đăng bạ, 15 tháng 1, 1966; chuyển cho Đài Loan, 22 tháng 2, 1966; đắm lúc đang trên đường đi, 21 tháng 4, 1966                                                                     |
| Walter B. Cobb (APD-106)      | DE-596           | Xưởng tàu Bethlehem-Hingham, Hingham, Massachusetts     | 15 tháng 1, 1944  | 23 tháng 2, 1944  | 6 tháng 2, 1951   | 15 tháng 5, 1957  | Xóa đăng bạ, 15 tháng 1, 1966; chuyển cho Đài Loan, 22 tháng 2, 1966; đắm lúc đang trên đường đi, 21 tháng 4, 1966                                                                     |
| Earle B. Hall (APD-107)       | DE-597           | Xưởng tàu Bethlehem-Hingham, Hingham, Massachusetts     | 9 tháng 1, 1944   | 1 tháng 3, 1944   | 15 tháng 5, 1945  | 27 tháng 9, 1946  | Xóa đăng bạ, 1 tháng 2, 1965; bán để tháo dỡ, 28 tháng 1, 1966 |
| Earle B. Hall (APD-107)       | DE-597           | Xưởng tàu Bethlehem-Hingham, Hingham, Massachusetts     | 9 tháng 1, 1944   | 1 tháng 3, 1944   | 7 tháng 12, 1950  | 13 tháng 9, 1957  | Xóa đăng bạ, 1 tháng 2, 1965; bán để tháo dỡ, 28 tháng 1, 1966 |
| Earle B. Hall (APD-107)       | DE-597           | Xưởng tàu Bethlehem-Hingham, Hingham, Massachusetts     | 9 tháng 1, 1944   | 1 tháng 3, 1944   | 29 tháng 11, 1961 | 15 tháng 1, 1965  | Xóa đăng bạ, 1 tháng 2, 1965; bán để tháo dỡ, 28 tháng 1, 1966 |
| Harry L. Corl (APD-108)       | DE-598           | Xưởng tàu Bethlehem-Hingham, Hingham, Massachusetts     | 19 tháng 1, 1944  | 1 tháng 3, 1944   | 5 tháng 6, 1945   | 21 tháng 6, 1946  | Xóa đăng bạ, 15 tháng 1, 1960; chuyển cho Hàn Quốc như là chiếc ROKS Ah San (PG-82), 1 tháng 6, 1966; tháo dỡ, 1984                                                                    |
| Belet (APD-109)               | DE-599           | Xưởng tàu Bethlehem-Hingham, Hingham, Massachusetts     | 26 tháng 1, 1944  | 3 tháng 3, 1944   | 15 tháng 6, 1945  | 22 tháng 5, 1946  | Xóa đăng bạ, 12 tháng 12, 1963; chuyển cho Mexico như là chiếc ARM California (B-3); mắc cạn ngoài khơi Baja California; tháo dỡ, 16 tháng 1, 1972                                     |
| Julius A. Raven (APD-110)     | DE-600           | Xưởng tàu Bethlehem-Hingham, Hingham, Massachusetts     | 26 tháng 1, 1944  | 3 tháng 3, 1944   | 28 tháng 6, 1945  | 31 tháng 5, 1946  | Xóa đăng bạ, 15 tháng 1, 1966; chuyển cho Hàn Quốc như là chiếc ROKS Ung Po (PG-83), 13 tháng 1, 1966; bán để tháo dỡ, 1984                                                            |
| Walsh (APD-111)               | DE-601           | Xưởng tàu Bethlehem-Hingham, Hingham, Massachusetts     | 27 tháng 2, 1945  | 28 tháng 4, 1945  | 11 tháng 7, 1945  | 25 tháng 4, 1946  | Xóa đăng bạ, 1 tháng 5, 1966; bán để tháo dỡ, tháng 7, 1968 |
| Hunter Marshall (APD-112)     | DE-602           | Xưởng tàu Bethlehem-Hingham, Hingham, Massachusetts     | —                 | 5 tháng 5, 1945   | 17 tháng 7, 1945  | 30 tháng 5, 1946  | Xóa đăng bạ, 1 tháng 6, 1960; chuyển cho Ecuador, 1 tháng 7, 1961 để dùng làm trạm phát điện di động nổi, số phận không rõ                                                             |
| Earheart (APD-113)            | DE-603           | Xưởng tàu Bethlehem-Hingham, Hingham, Massachusetts     | 20 tháng 3, 1945  | 12 tháng 5, 1945  | 26 tháng 7, 1945  | 29 tháng 4, 1946  | Xóa đăng bạ, 12 tháng 12, 1963; chuyển cho Mexico như là chiếc ARM Papaloapan (B-4); mác cạn và bán để tháo dỡ, 1976                                                                   |
| Walter S. Gorka (APD-114)     | DE-604           | Xưởng tàu Bethlehem-Hingham, Hingham, Massachusetts     | 3 tháng 4, 1945   | 26 tháng 5, 1945  | 7 tháng 8, 1945   | tháng 1, 1947     | Xóa đăng bạ, 1 tháng 6, 1960; chuyển cho Ecuador, 1961, để dùng làm trạm phát điện di động nổi, số phận không rõ                                                                       |
| Rogers Blood (APD-115)        | DE-605           | Xưởng tàu Bethlehem-Hingham, Hingham, Massachusetts     | 12 tháng 4, 1945  | 2 tháng 6, 1945   | 22 tháng 8, 1945  | 19 tháng 3, 1946  | Xóa đăng bạ, 1 tháng 6, 1960; bán để tháo dỡ, 14 tháng 12, 1961 |
| Francovich (APD-116)          | DE-606           | Xưởng tàu Bethlehem-Hingham, Hingham, Massachusetts     | 19 tháng 4, 1945  | 5 tháng 6, 1945   | 6 tháng 9, 1945   | 29 tháng 4, 1946  | Xóa đăng bạ, 1 tháng 4, 1964; bán để tháo dỡ, tháng 5, 1965 |
| Joseph M. Auman (APD-117)     | DE-674           | Consolidated Steel Shipbuilding Corp., Orange, Texas    | 8 tháng 11, 1943  | 5 tháng 2, 1944   | 25 tháng 4, 1945  | 10 tháng 6, 1946  | Xóa đăng bạ, 12 tháng 9, 1963; chuyển cho Mexico như là chiếc ARM Tehuantupec (B-05), 12 tháng 12, 1963; tháo dỡ, 1989                                                                 |
| Don O. Woods (APD-118)        | DE-721           | Dravo Corp., Pittsbourg, Pennsylvania                   | 1 tháng 12, 1943  | 9 tháng 2, 1944   | 28 tháng 5, 1945  | 18 tháng 6, 1946  | Xóa đăng bạ, 12 tháng 12, 1963; chuyển cho Mexico như là chiếc ARM Usumacinta/Miguel Hidalgo; tháo dỡ, 2002                                                                            |
| Beverly W. Reid (APD-119)     | DE-722           | Dravo Corp., Pittsbourg, Pennsylvania                   | 5 tháng 1, 1944   | 4 tháng 3, 1944   | 25 tháng 6, 1945  | 5 tháng 5, 1947   | Xếp lại lớp LPR-119, 1 tháng 7, 1969; xóa đăng bạ, 15 tháng 9, 1974; bán để tháo dỡ, 18 tháng 8, 1975                                                                                  |
| Beverly W. Reid (APD-119)     | DE-722           | Dravo Corp., Pittsbourg, Pennsylvania                   | 5 tháng 1, 1944   | 4 tháng 3, 1944   | 18 tháng 3, 1967  | 14 tháng 11, 1969 | Xếp lại lớp LPR-119, 1 tháng 7, 1969; xóa đăng bạ, 15 tháng 9, 1974; bán để tháo dỡ, 18 tháng 8, 1975                                                                                  |
| Kline (APD-120)               | DE-687           | Bethlehem Steel Co., Quincy, Massachusetts              | 27 tháng 5, 1944  | 27 tháng 6, 1944  | 18 tháng 10, 1944 | 10 tháng 3, 1946  | Xóa đăng bạ, 15 tháng 1, 1966; chuyển cho Đài Loan như là chiếc ROCS Shou Shan (PF-37), 22 tháng 1, 1966; ngừng hoạt động, 16 tháng 3, 1997; đánh chìm như mục tiêu, 18 tháng 10, 2000 |
| Raymon W. Herndon (APD-121)   | DE-688           | Bethlehem Steel Co., Quincy, Massachusetts              | 12 tháng 6, 1944  | 15 tháng 7, 1944  | 1 tháng 11, 1944  | 15 tháng 11, 1946 | Xóa đăng bạ, 1 tháng 9, 1966; chuyển cho Đài Loan như là chiếc ROCS Heng Shan, tháng 10, 1966; tháo dỡ sau đó                                                                          |
| Scribner (APD-122)            | DE-689           | Bethlehem Steel Co., Quincy, Massachusetts              | 29 tháng 6, 1944  | 1 tháng 8, 1944   | 20 tháng 11, 1944 | 15 tháng 11, 1946 | Xóa đăng bạ, 1 tháng 8, 1966; bán để tháo dỡ, 6 tháng 9, 1967 |
| Diachenko (APD-123)           | DE-690           | Bethlehem Steel Co., Quincy, Massachusetts              | 18 tháng 7, 1944  | 15 tháng 8, 1944  | 8 tháng 12, 1944  | 30 tháng 6, 1959  | Xếp lại lớp LPR-123, 1 tháng 1, 1969; xóa đăng bạ, 15 tháng 9, 1974; bán để tháo dỡ, 1 tháng 6, 1975                                                                                   |
| Diachenko (APD-123)           | DE-690           | Bethlehem Steel Co., Quincy, Massachusetts              | 18 tháng 7, 1944  | 15 tháng 8, 1944  | 1961              | 30 tháng 7, 1969  | Xếp lại lớp LPR-123, 1 tháng 1, 1969; xóa đăng bạ, 15 tháng 9, 1974; bán để tháo dỡ, 1 tháng 6, 1975                                                                                   |
| Horace A. Bass (APD-124)      | DE-691           | Bethlehem Steel Co., Quincy, Massachusetts              | 3 tháng 8, 1944   | 12 tháng 9, 1944  | 21 tháng 12, 1944 | 9 tháng 2, 1959   | Xếp lại lớp LPR-124, 1 tháng 1, 1969; Xóa đăng bạ, 15 tháng 9, 1974; bán để tháo dỡ, 11 tháng 8, 1975                                                                                  |
| Horace A. Bass (APD-124)      | DE-691           | Bethlehem Steel Co., Quincy, Massachusetts              | 3 tháng 8, 1944   | 12 tháng 9, 1944  | ?                 | 30 tháng 7, 1969  | Xếp lại lớp LPR-124, 1 tháng 1, 1969; Xóa đăng bạ, 15 tháng 9, 1974; bán để tháo dỡ, 11 tháng 8, 1975                                                                                  |
| Wantuck (APD-125)             | DE-692           | Bethlehem Steel Co., Quincy, Massachusetts              | 17 tháng 8, 1944  | 25 tháng 9, 1944  | 30 tháng 12, 1944 | 15 tháng 11, 1915 | Hư hại do va chạm với Lenawee, tháng 8, 1957; xóa đăng bạ, 4 tháng 3, 1958; bán để tháo dỡ, 27 tháng 10, 1958                                                                          |
| Gosselin (APD-126)            | DE-710           | Defoe Shipbuilding Co., Bay City, Michigan              | 17 tháng 2, 1944  | 4 tháng 5, 1944   | 31 tháng 12, 1944 | 11 tháng 7, 1949  | Xóa đăng bạ, 1 tháng 4, 1964; bán để tháo dỡ, 23 tháng 3, 1965 |
| Begor (APD-127)               | DE-711           | Defoe Shipbuilding Co., Bay City, Michigan              | 6 tháng 3, 1944   | 25 tháng 5, 1944  | 14 tháng 3, 1945  | 13 tháng 5, 1959  | Xếp lại lớp LPR-127, 1 tháng 1, 1969; xóa đăng bạ, 15 tháng 5, 1975; bán để tháo dỡ, 6 tháng 12, 1976                                                                                  |
| Begor (APD-127)               | DE-711           | Defoe Shipbuilding Co., Bay City, Michigan              | 6 tháng 3, 1944   | 25 tháng 5, 1944  | 20 tháng 11, 1961 | 13 tháng 7, 1962  | Xếp lại lớp LPR-127, 1 tháng 1, 1969; xóa đăng bạ, 15 tháng 5, 1975; bán để tháo dỡ, 6 tháng 12, 1976                                                                                  |
| Cavallaro (APD-128)           | DE-712           | Defoe Shipbuilding Co., Bay City, Michigan              | 28 tháng 3, 1944  | 15 tháng 6, 1944  | 13 tháng 3, 1945  | 17 tháng 5, 1946  | Xóa đăng bạ, 15 tháng 11, 1974; chuyển cho Hàn Quốc như là chiếc ROKS Kyung Nam (APD-81), 15 tháng 10, 1959; ngừng hoạt động, 29 tháng 12, 2000; đánh chìm như mục tiêu, tháng 4, 2003 |
| Cavallaro (APD-128)           | DE-712           | Defoe Shipbuilding Co., Bay City, Michigan              | 28 tháng 3, 1944  | 15 tháng 6, 1944  | 4 tháng 9, 1953   | 15 tháng 10, 1959 | Xóa đăng bạ, 15 tháng 11, 1974; chuyển cho Hàn Quốc như là chiếc ROKS Kyung Nam (APD-81), 15 tháng 10, 1959; ngừng hoạt động, 29 tháng 12, 2000; đánh chìm như mục tiêu, tháng 4, 2003 |
| Donald W. Wolf (APD-129)      | DE-713           | Defoe Shipbuilding Co., Bay City, Michigan              | 17 tháng 4, 1944  | 22 tháng 7, 1944  | 14 tháng 4, 1945  | 15 tháng 5, 1946  | Xóa đăng bạ, 1 tháng 3, 1965; chuyển cho Đài Loan như là chiếc ROCS Hwa Shan (PF-33), 3 tháng 4, 1965; sau cùng bị tháo dỡ                                                             |
| Cook (APD-130)                | DE-714           | Defoe Shipbuilding Co., Bay City, Michigan              | 7 tháng 5, 1944   | 26 tháng 5, 1944  | 25 tháng 4, 1945  | 31 tháng 5, 1946  | Xóa đăng bạ, 15 tháng 11, 1969; bán để tháo dỡ, 24 tháng 7, 1970 |
| Cook (APD-130)                | DE-714           | Defoe Shipbuilding Co., Bay City, Michigan              | 7 tháng 5, 1944   | 26 tháng 5, 1944  | 6 tháng 10, 1953  | 15 tháng 11, 1969 | Xóa đăng bạ, 15 tháng 11, 1969; bán để tháo dỡ, 24 tháng 7, 1970 |
| Walter X. Young (APD-131)     | DE-715           | Defoe Shipbuilding Co., Bay City, Michigan              | 27 tháng 5, 1944  | 30 tháng 9, 1944  | 1 tháng 5, 1945   | 2 tháng 7, 1946   | Xóa đăng bạ, 1 tháng 5, 1962; bị đánh chìm như mục tiêu, 11 tháng 4, 1967 |
| Balduck (APD-132)             | DE-716           | Defoe Shipbuilding Co., Bay City, Michigan              | 17 tháng 6, 1944  | 27 tháng 10, 1944 | 7 tháng 5, 1945   | 31 tháng 5, 1946  | Xếp lại lớp LPR-132, 1 tháng 1, 1969; xóa đăng bạ, 15 tháng 7, 1975; bán để tháo dỡ, 6 tháng 12, 1976                                                                                  |
| Balduck (APD-132)             | DE-716           | Defoe Shipbuilding Co., Bay City, Michigan              | 17 tháng 6, 1944  | 27 tháng 10, 1944 | 6 tháng 11, 1953  | 28 tháng 2, 1958  | Xếp lại lớp LPR-132, 1 tháng 1, 1969; xóa đăng bạ, 15 tháng 7, 1975; bán để tháo dỡ, 6 tháng 12, 1976                                                                                  |
| Burdo (APD-133)               | DE-717           | Defoe Shipbuilding Co., Bay City, Michigan              | 26 tháng 7, 1944  | 25 tháng 11, 1944 | 2 tháng 6, 1945   | 28 tháng 2, 1958  | Xóa đăng bạ, 1 tháng 4, 1966; bán để tháo dỡ, 30 tháng 3, 1967 |
| Lleinsmith (APD-134)          | DE-718           | Defoe Shipbuilding Co., Bay City, Michigan              | 30 tháng 8, 1944  | 27 tháng 1, 1945  | 12 tháng 6, 1945  | 16 tháng 5, 1960  | Xóa đăng bạ, 16 tháng 5, 1960; chuyển cho Đài Loan như là chiếc ROCS TienShan (APD-315), 16 tháng 5, 1960; tháo dỡ, 1998                                                               |
| Weiss (APD-135)               | DE-719           | Defoe Shipbuilding Co., Bay City, Michigan              | 4 tháng 10, 1944  | 17 tháng 2, 1945  | 7 tháng 7, 1945   | 2 tháng 5, 1949   | Xếp lại lớp LPR-135, 1 tháng 1, 1969; xóa đăng bạ, 15 tháng 9, 1974; bán để tháo dỡ, 24 tháng 6, 1976                                                                                  |
| Weiss (APD-135)               | DE-719           | Defoe Shipbuilding Co., Bay City, Michigan              | 4 tháng 10, 1944  | 17 tháng 2, 1945  | 14 tháng 10, 1950 | 2 tháng 3, 1958   | Xếp lại lớp LPR-135, 1 tháng 1, 1969; xóa đăng bạ, 15 tháng 9, 1974; bán để tháo dỡ, 24 tháng 6, 1976                                                                                  |
| Weiss (APD-135)               | DE-719           | Defoe Shipbuilding Co., Bay City, Michigan              | 4 tháng 10, 1944  | 17 tháng 2, 1945  | 20 tháng 11, 1961 | 16 tháng 1, 1970  | Xếp lại lớp LPR-135, 1 tháng 1, 1969; xóa đăng bạ, 15 tháng 9, 1974; bán để tháo dỡ, 24 tháng 6, 1976                                                                                  |
| Carpellotti (APD-136)         | DE-720           | Defoe Shipbuilding Co., Bay City, Michigan              | 10 tháng 10, 1944 | 10 tháng 3, 1945  | 30 tháng 7, 1945  | 21 tháng 4, 1958  | Xóa đăng bạ, 1 tháng 12, 1959; bán để tháo dỡ, 30 tháng 6, 1960 |
| Bray (APD-139) *              | DE-709           | Defoe Shipbuilding Co., Bay City, Michigan              | 27 tháng 1, 1944  | 15 tháng 4, 1944  | 4 tháng 9, 1944   | 10 tháng 5, 1946  | Xếp lại lớp APD-139, 16 tháng 7, 1945; xóa đăng bạ, 1 tháng 6, 1960; đánh chìm như mục tiêu, 27 tháng 3, 1963                                                                          |

*: Cải biến sau khi đã hoàn tất và phục vụ như là tàu hộ tống khu trục lớp Rudderow